# Clave

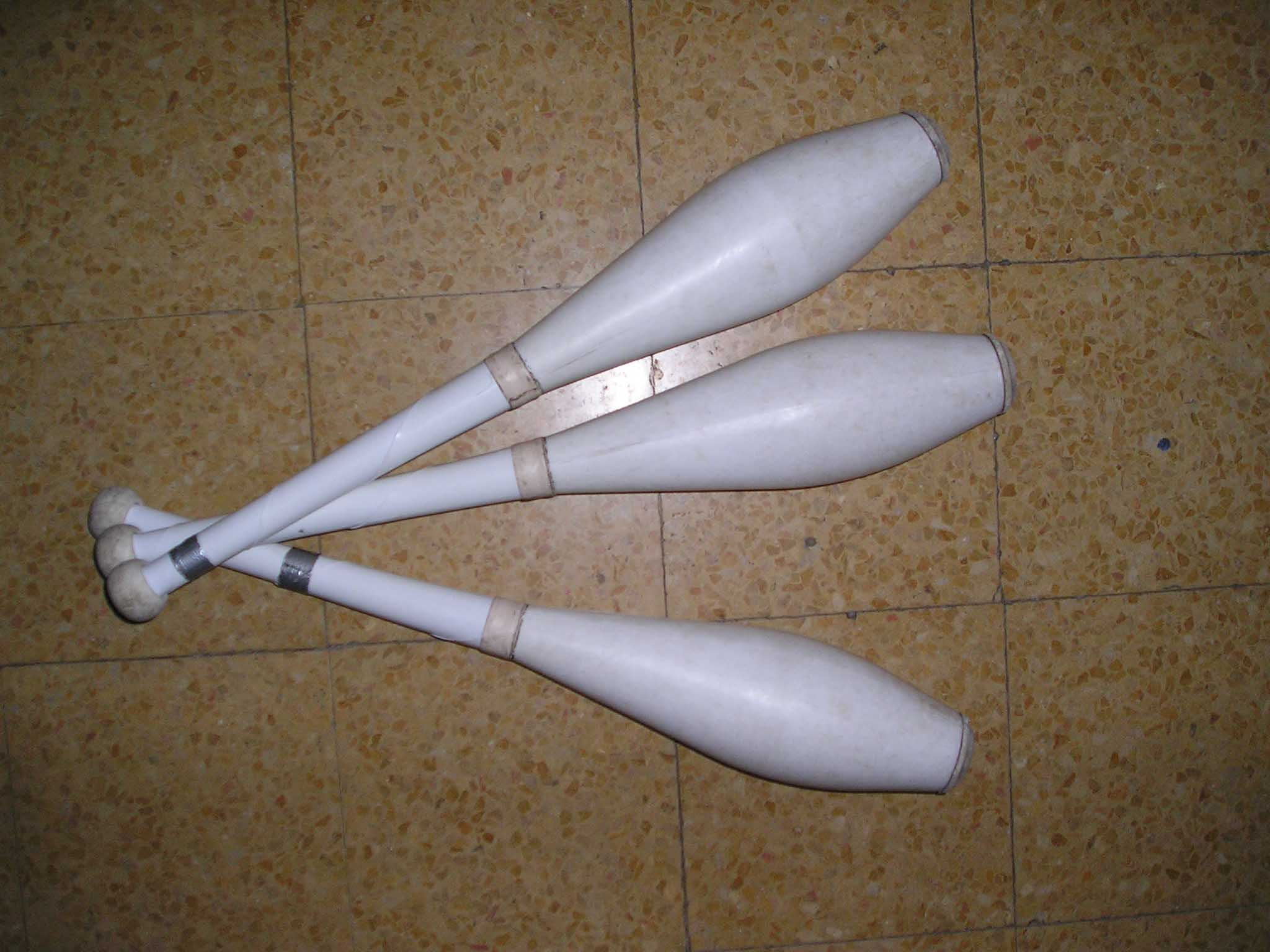
Tre clave.

Le clave (o clavette) sono un articolo da giocoleria a forma di birillo. 

## Descrizione
Si utilizzano come le palline, però il gioco è più complesso, perché, oltre a cadere nel momento giusto nella mano giusta, devono aver compiuto una, o più rotazioni complete per poter essere prese per il manico. 
Un'altra difficoltà da non sottovalutare è che le clave, al contrario delle palline, sono rigide, e quindi non sono consigliate ai principianti, dato che se cadono in testa, o sulle dita possono far male, ed inoltre possono danneggiare gli oggetti circostanti.
In commercio ne esistono vari tipi, con forme e materiali differenti a seconda dell'utilizzo che se ne vuole fare. Esistono ad esempio le "chubby" dal corpo più grassoccio, le clave con presa morbida, quelle dalla presa arrotolata.
Le clavette sono anche uno dei cinque attrezzi utilizzati nella ginnastica ritmica, ma queste sono un'altra cosa.